# Purpur-Storchschnabel
Der  Purpur-Storchschnabel (Geranium purpureum) ist eine Pflanzenart aus der Gattung Storchschnäbel (Geranium) innerhalb der Familie der Storchschnabelgewächse (Geraniaceae). 

## Beschreibung

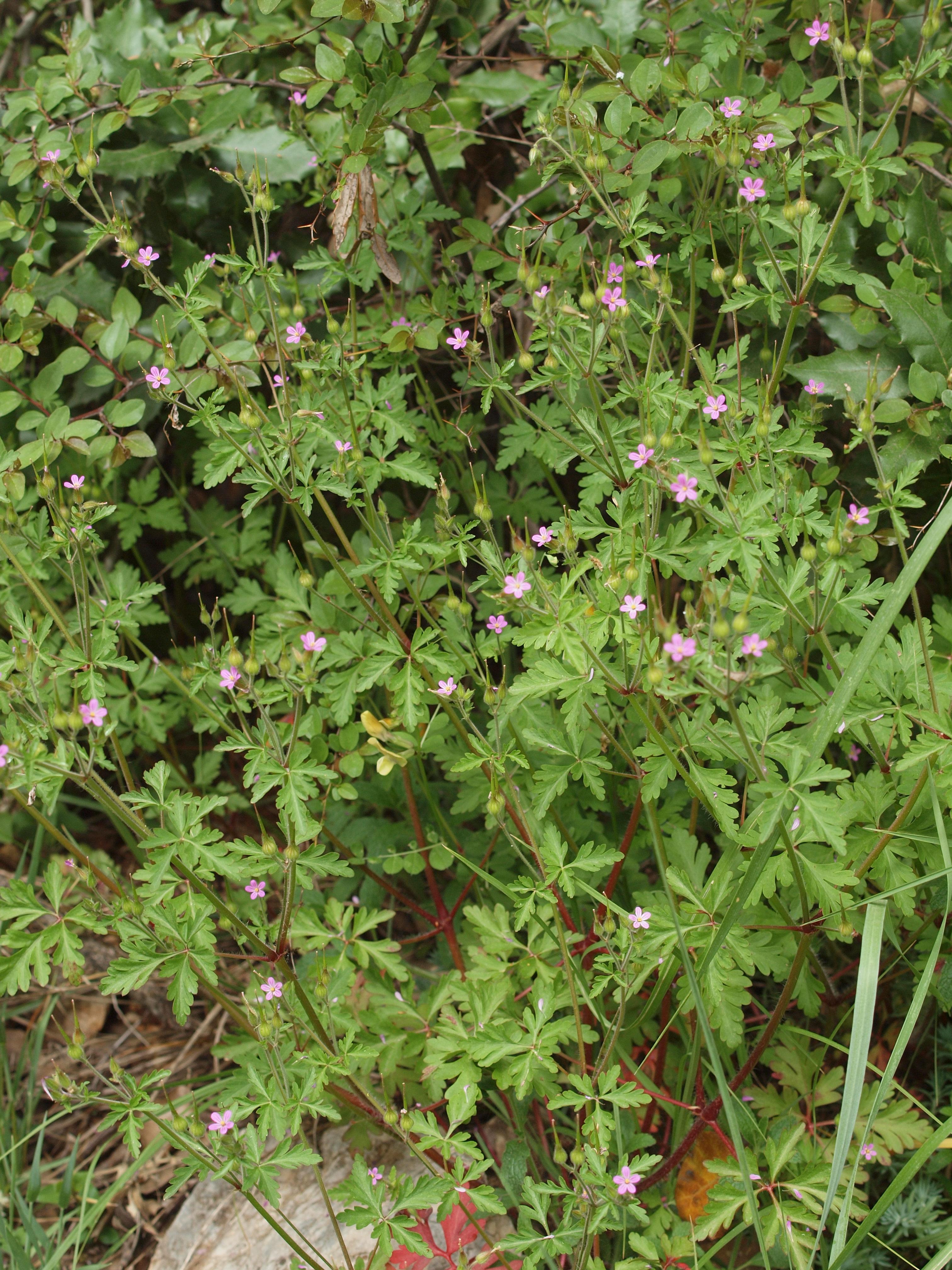
Habitus

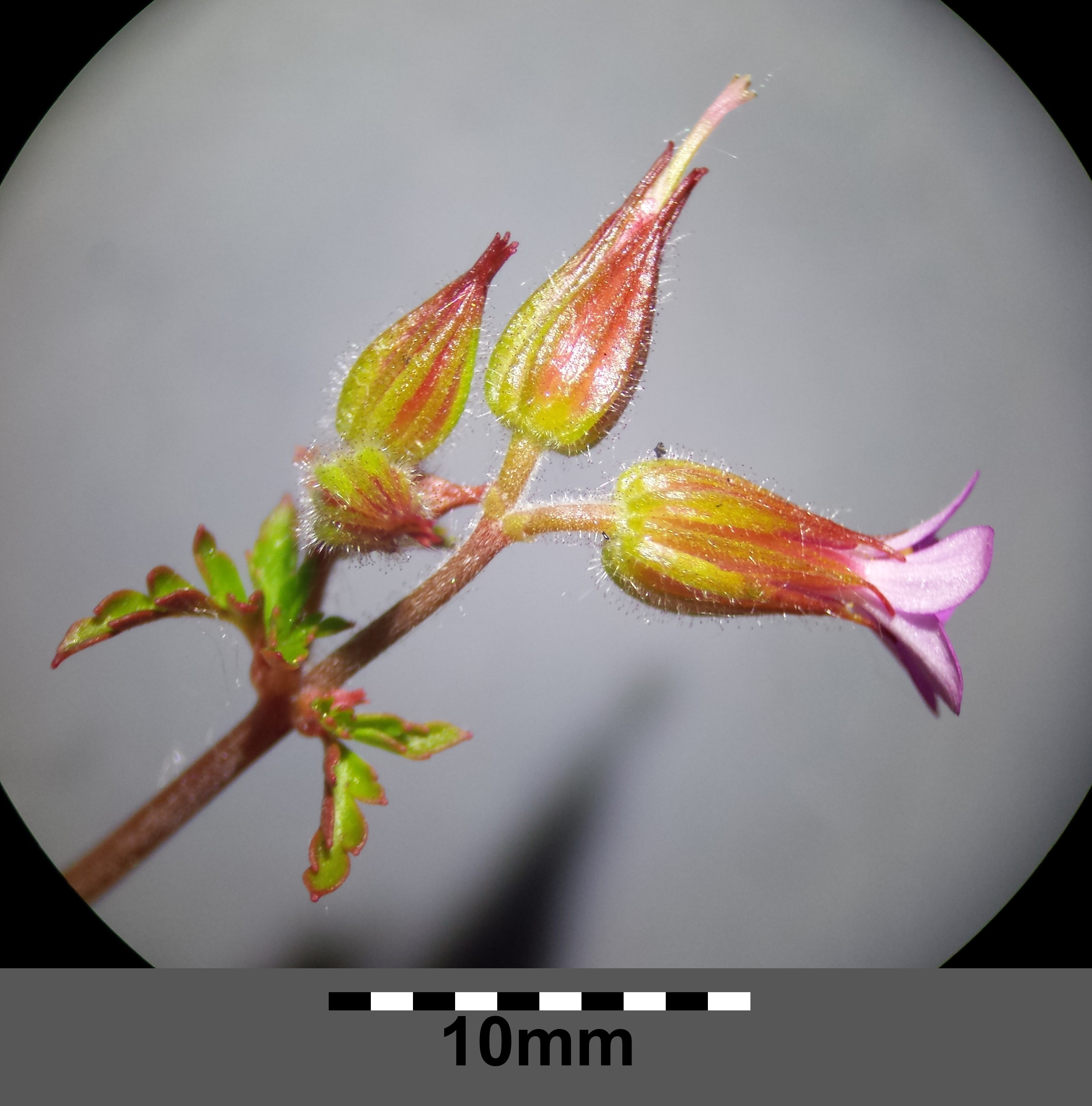
Blütenstand

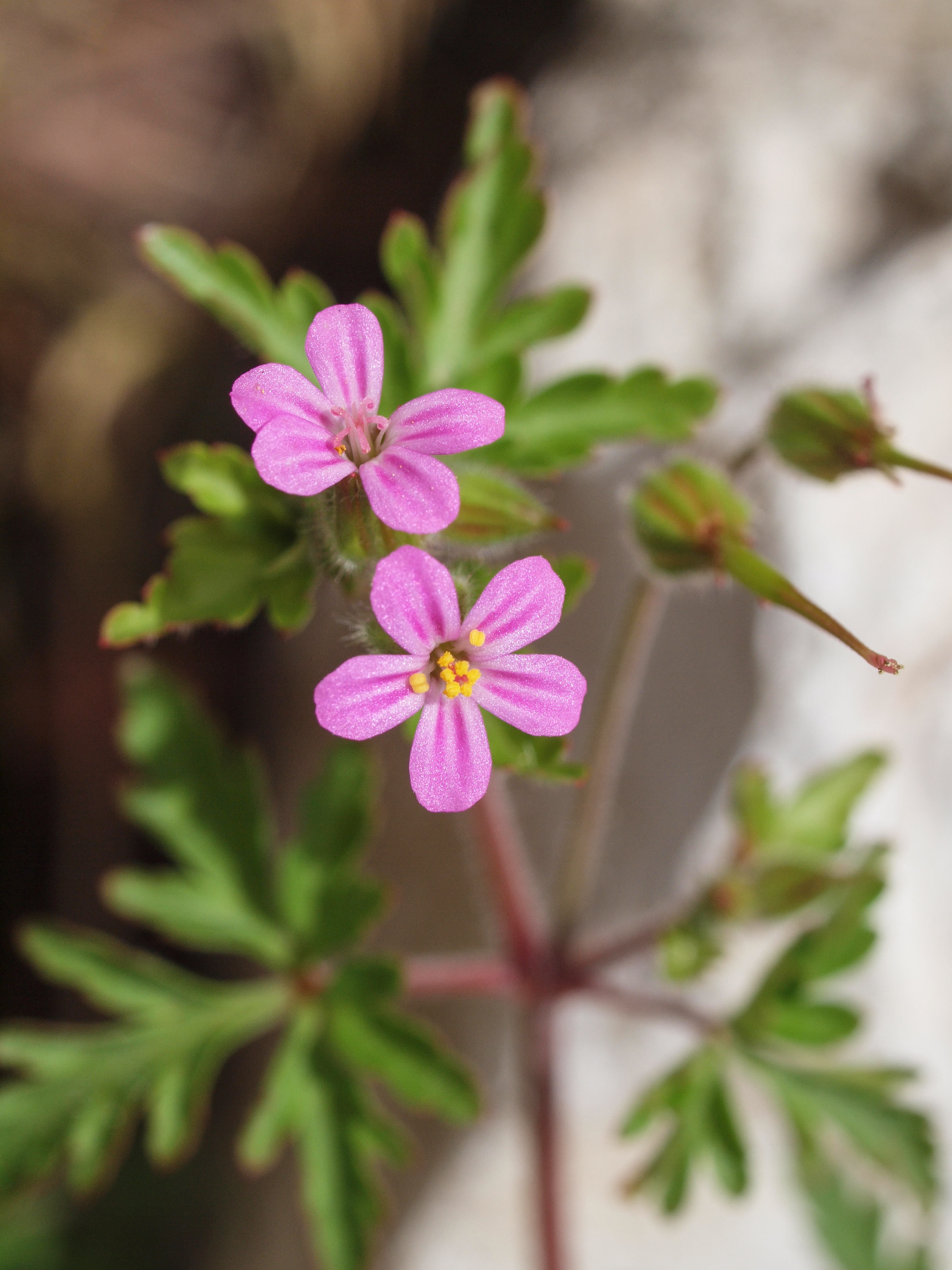
Zu zweit zusammenstehende, radiärsymmetrische, fünfzählige Blüten

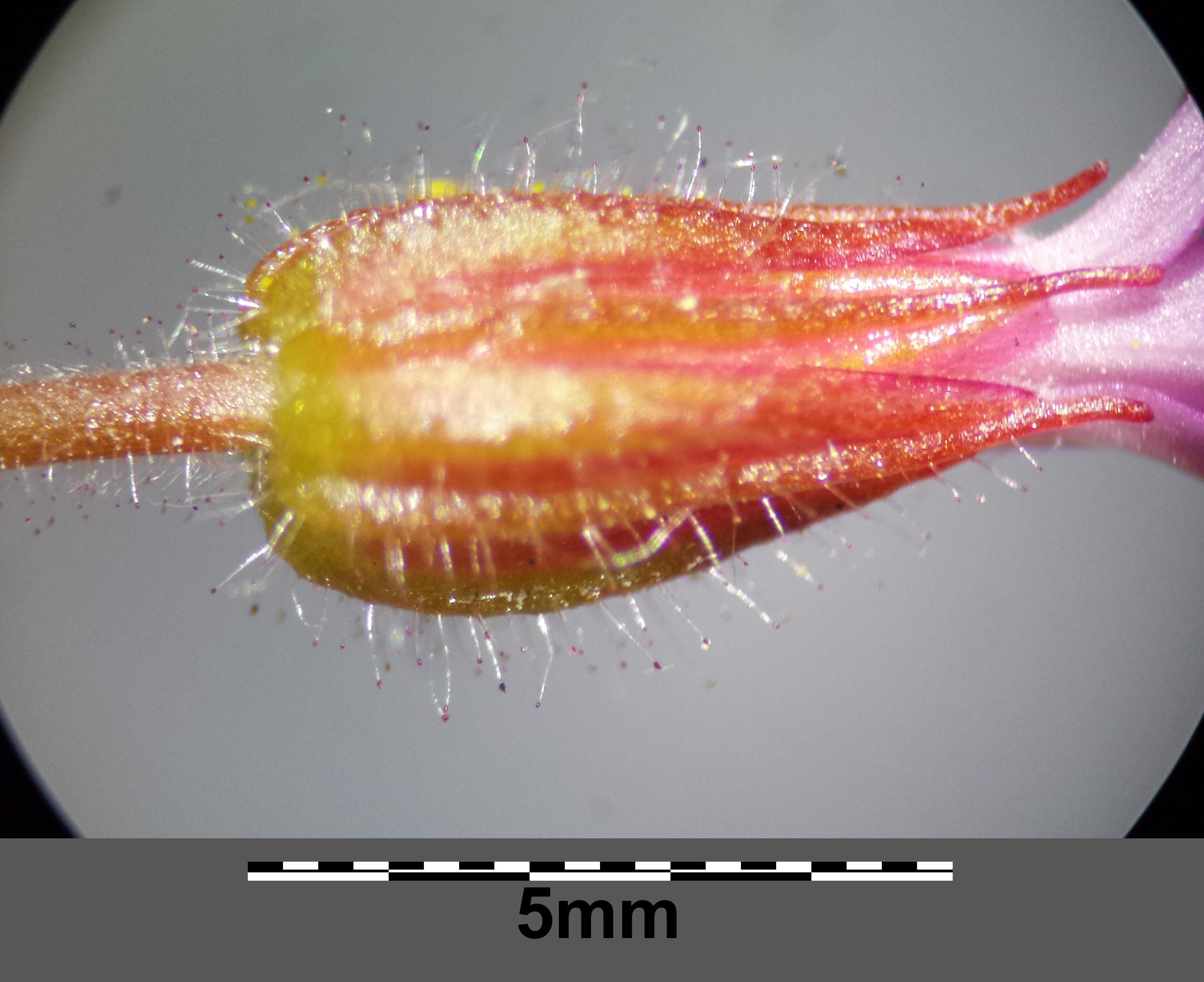
Der Kelch ist fast ausschließlich mit kurzen Drüsenhaaren besetzt. Die Kelchblätter weisen eine 0,5–1 mm lange Granne auf.

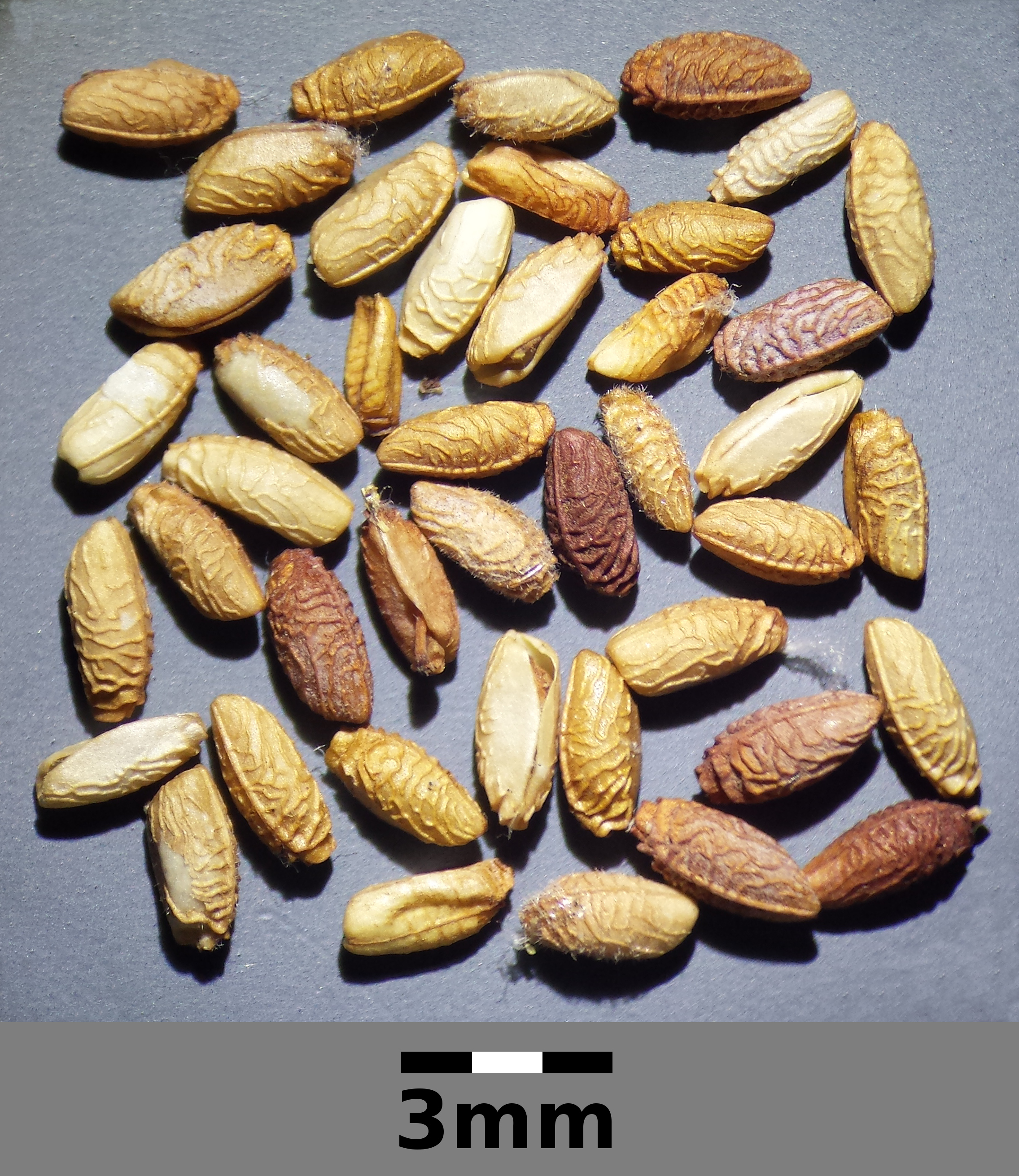
Einsamige Kapselfrüchte

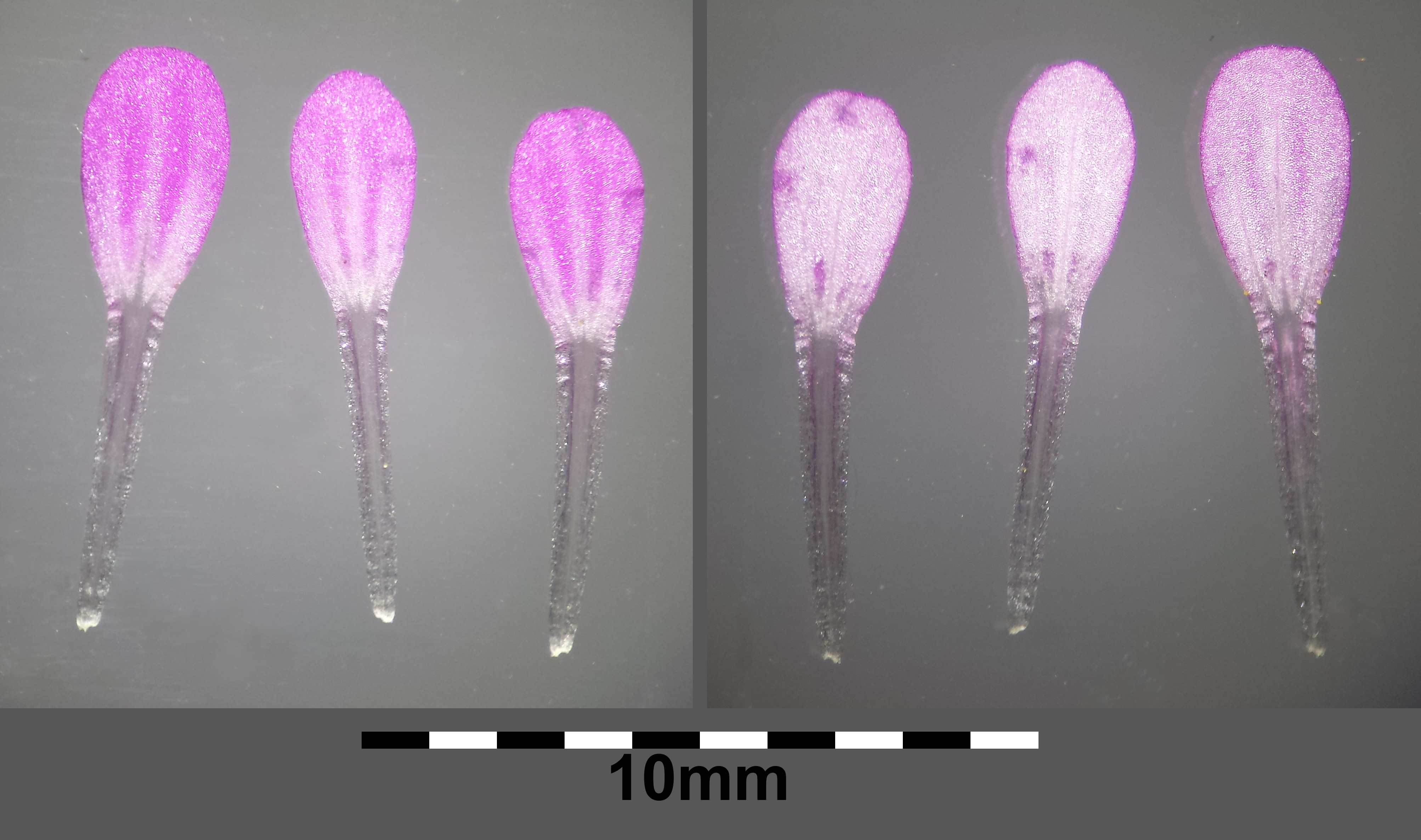
Die Platte der Kronblätter ist länglich-elliptisch.

### Vegetative Merkmale
Der Purpur-Storchschnabel ist eine einjährige krautige Pflanze, die Wuchshöhen von bis zu 30 Zentimetern erreicht. Sie wächst stark verzweigt und ist behaart. Die Laubblätter sind drei- bis fünfzählig zusammengesetzt, die Blättchen sind ein- bis zweimal fiederteilig.  

### Generative Merkmale
Die Blütezeit reicht von April bis Juni. Die Blüten stehen paarweise zusammen.
Die relativ kleinen Blüten sind zwittrig, radiärsymmetrisch und fünfzählig mit doppelter Blütenhülle. Die fünf Kelchblätter besitzen eine bis zu 1 Millimeter lange Granne und kurze Drüsenhaare. Die fünf intensiv rosarot gefärbten Kronblätter sind länglich elliptisch. Die Nektarien sind ringförmig verwachsen. Die gelben Staubbeutel sind 0,2 bis 0,4 Millimeter lang. Die Narben sind rosafarben. Die Fruchtklappen sind stark querrunzelig.
Die Chromosomenzahl beträgt 2n = 32.

### Unterschiede zum Ruprechtskraut
Der Purpur-Storchschnabel ist nahe mit dem Ruprechtskraut (Geranium robertianum) verwandt. Manche Autoren stellen ihn deshalb als Unterart Geranium robertianum subsp. purpureum zum  Ruprechtskraut. Die markantesten Unterschiede sind die gelben Staubgefäße (Ruprechtskraut: rotbraun), die kleineren, farb-intensiveren Blüten mit nicht verzweigten Adern und der kugelartige (Ruprechtskraut: krugartige) Kelch mit Drüsenhaaren, aber ohne längere drüsenlose Haare. 

## Vorkommen
Der Purpur-Storchschnabel ist im ganzen Mittelmeerraum und in Westeuropa verbreitet. In Westasien kommt er bis zum Iran vor. In England reicht sein Verbreitungsgebiet bis 52° nördlicher Breite und auch in Mitteleuropa breitet er sich weiter nach Norden aus. So wurde er 1990 zum ersten Mal in Österreich beobachtet. 2009 ist er an mehreren Stellen in Österreich, vor allem in Bahnschotter, nachgewiesen worden. Er bevorzugt sonnige, trockene Standorte. In Südeuropa kommt er vor allem in Gesellschaften des Verbands Alliarion vor.
Die ökologischen Zeigerwerte nach Landolt et al. 2010 sind in der Schweiz: Feuchtezahl F = 1+ (trocken), Lichtzahl L = 4 (hell), Reaktionszahl R = 3 (schwach sauer bis neutral), Temperaturzahl T = 5 (sehr warm-kollin), Nährstoffzahl N = 4 (nährstoffreich), Kontinentalitätszahl K = 3 (subozeanisch bis subkontinental).

## Taxonomie
Die Erstveröffentlichung von Geranium purpureum erfolgte durch Dominique Villars. Ein Synonym von Geranium purpureum Vill. ist Geranium robertianum subsp. purpureum (Vill.) Nyman.